# پشه‌های بازمانده
پشه‌های بازمانده (نام علمی: Canthyloscelidae) نام یک تیره از بالاخانواده پشکل‌پشه‌واران است.